# Kazuma Ikarino
Kazuma Ikarino (født 31. maj 1986) er en japansk tidligere professionel fodboldspiller.
Han har spillet for flere forskellige klubber i sin karriere, herunder AC Nagano Parceiro og Renofa Yamaguchi FC.